# Melanie Schultz van Haegen
Melanie Henriëtte Schultz van Haegen-Maas Geesteranus (ur. 28 czerwca 1970 w Laag-Soeren w gminie Rheden) – holenderska polityk i samorządowiec, w latach 2010–2017 minister infrastruktury i środowiska.

## Życiorys
W latach 1988–1994 studiowała administrację publiczną na Uniwersytecie w Lejdzie i na Uniwersytecie Erazma w Rotterdamie. Kształciła się na kursach z zakresu zarządzania m.in. w INSEAD. Pracowała w przedsiębiorstwie doradczym B&A Groep.
Zaangażowała się w działalność polityczną w ramach Partii Ludowej na rzecz Wolności i Demokracji (VVD). Od 1994 zasiadała w radzie miejskiej Lejdy. W latach 1999–2002 jako członkini zarządu miasta (wethouder) odpowiadała m.in. za sprawy gospodarcze i turystykę. Od lipca 2002 do lutego 2007 w rządach, którymi kierował Jan Peter Balkenende, zajmowała stanowisko sekretarza stanu ds. transportu i gospodarki wodnej. W 2003 uzyskała mandat posłanki do Tweede Kamer, który zawiesiła w związku z kontynuowaniem pracy w administracji rządowej.
Po odejściu z rządu wycofała się na kilka lat z działalności politycznej, została wówczas dyrektorem w kompanii finansowej Achmea. 14 października 2010 objęła stanowisko ministra infrastruktury i środowiska w pierwszym rządzie Marka Rutte. Pozostała na tym urzędzie również w powołanym 5 listopada 2012 drugim gabinecie tegoż premiera. Pełniła tę funkcję do 26 października 2017.

## Odznaczenia
Odznaczona Kawalerią Orderu Oranje-Nassau (2007).